# Lista över Sovjetunionens ledare

Sovjetunionens flagga.

Detta är en lista över Sovjetunionens ledare. 
Efter Sovjetunionens upplösning 1991 fortsätter listan över Rysslands statschef i artikeln om Rysslands president. Här listas också de som varit ordförande i Ryska SFSR:s högsta sovjet.

## Sovjetunionens ledare
| Porträtt                                                                                          | Namn                 | Tid               | Levnadstid            | Titel |
| ------------------------------------------------------------------------------------------------- | -------------------- | ----------------- | --------------------- | --- |
|                                                                                                   | Vladimir Lenin       | 1917 (1922)–1924  | 22/4 1870–21/1 1924   | Ordförande i folkkommissariernas råd (8/11 1917–21/1 1924)                                                      |
|                                                                                                   | Josef Stalin         | 1924–1953         | 18/12 1878–5/3 1953   | Generalsekreterare i centralkommittén för Allunionens kommunistiska parti (bolsjevikerna) (3/4 1922–5/3 1953)   |
| Ordförande i Sovjetunionens ministerråd (6/5 1941–5/3 1953)                                       | Josef Stalin         | 1924–1953         | 18/12 1878–5/3 1953   | |
|                                                                                                   | Georgij Malenkov     | 5/3 1953–7/9 1953 | 8/1 1902–14/1 1988    | Generalsekreterare i centralkommittén för Allunionens kommunistiska parti (bolsjevikerna) (5/3 1953–13/3 1953)  |
| Ordförande i Sovjetunionens ministerråd (5/3 1953–8/2 1955)                                       | Georgij Malenkov     | 5/3 1953–7/9 1953 | 8/1 1902–14/1 1988    | |
|                                                                                                   | Nikita Chrusjtjov    | 1953–1964         | 17/4 1894–11/9 1971   | Generalsekreterare i centralkommittén för Allunionens kommunistiska parti (bolsjevikerna) (7/9 1953–14/10 1964) |
| Ordförande i Sovjetunionens ministerråd (27/3 1958–14/10 1964)                                    | Nikita Chrusjtjov    | 1953–1964         | 17/4 1894–11/9 1971   | |
|                                                                                                   | Leonid Brezjnev      | 1964–1982         | 19/12 1906–10/11 1982 | Förste sekreterare i Sovjetunionens kommunistiska parti (14/10 1964–8/4 1966)                                   |
| Generalsekreterare i Sovjetunionens kommunistiska parti (8/4 1966–10/11 1982)                     | Leonid Brezjnev      | 1964–1982         | 19/12 1906–10/11 1982 | |
| Ordförande i presidiet för Sovjetunionens högsta sovjet (7/5 1960–15/7 1964, 16/6 1977–10/11 1982 | Leonid Brezjnev      | 1964–1982         | 19/12 1906–10/11 1982 | |
|                                                                                                   | Jurij Andropov       | 1982–1984         | 15/6 1914–9/2 1984    | Generalsekreterare i Sovjetunionens kommunistiska parti (12/11 1982–9/2 1984)                                   |
| Ordförande i Presidiet för Sovjetunionens högsta sovjet (16/6 1983–9/2 1984)                      | Jurij Andropov       | 1982–1984         | 15/6 1914–9/2 1984    | |
|                                                                                                   | Konstantin Tjernenko | 1984–1985         | 24/9 1911–10/3 1985   | Generalsekreterare i Sovjetunionens kommunistiska parti (13/2 1984–10/3 1985)                                   |
| Ordförande i presidiet för Sovjetunionens högsta sovjet (11/4 1984–10/3 1985)                     | Konstantin Tjernenko | 1984–1985         | 24/9 1911–10/3 1985   | |
|                                                                                                   | Michail Gorbatjov    | 1985–1991         | 2/3 1931–30/8 2022    | Generalsekreterare i Sovjetunionens kommunistiska parti (11/3 1985–24/8 1991)                                   |
| Ordförande i presidiet för Sovjetunionens högsta sovjet (1/10 1988–25/5 1989)                     | Michail Gorbatjov    | 1985–1991         | 2/3 1931–30/8 2022    | |
| Ordförande i högsta sovjet för Sovjetunionen (25/5 1989–15/3 1990)                                | Michail Gorbatjov    | 1985–1991         | 2/3 1931–30/8 2022    | |
| Sovjetunionens president (15/3 1990–25/12 1991)                                                   | Michail Gorbatjov    | 1985–1991         | 2/3 1931–30/8 2022    | |

- Sovjetunionen bildas officiellt 30 december 1922 och upplöses 26 december 1991.
- Sovjetunionens kommunistiska partis generalsekreterare besitter den reella makten efter att Josef Stalin vinner maktkampen mot Lev Trotskij.
- Kuriosa: Gorbatjov, Chrustjtjov och Malenkov (satt endast ca 6 månader) var de enda som inte dog på sin post.

## Sovjetunionens titulära statschefer
De namn som listas nedanför innehade nominellt statschefsämbetet i Sovjetunionen men hade inte alltid faktiskt inflytande då den praktiska makten alltid låg hos Kommunistpartiets generalsekreterare. Till och från återfinns dock namn från ovanstående lista även här.

### Ordförande i Allryska centrala verkställande kommittén
År 1922 bildades Sovjetunionen och Allryska centrala verkställande kommittén, tillsammans med motsvarigheter i andra sovjetrepubliker, underordnades då den nya Sovjetunionens centrala verkställande kommitté.
| Porträtt | Namn            | Regeringstid                  | Levnadstid                   |
| -------- | --------------- | ----------------------------- | ---------------------------- |
|          | Lev Kamenev     | 9 november–21 november 1917   | 18 juli 1883–25 augusti 1936 |
|          | Jakov Sverdlov  | 21 november 1917–16 mars 1919 | 3 juni 1885–16 mars 1919     |
|          | Michail Kalinin | 30 mars 1919–19 juli 1938     | 19 november 1875–3 juni 1946 |

### Ordförande i Sovjetunionens högsta sovjets presidium
År 1938 röstas ett antal tillägg till 1936 års sovjetiska författning igenom där de centrala verkställande kommittéerna avskaffas. Istället inrättas Sovjetunionens högsta sovjet som hela landets högsta lagstiftande församling, men de enskilda sovjetrepublikerna får behålla regionala parlament.
| Porträtt | Namn                 | Regeringstid                  | Levnadstid                        |
| -------- | -------------------- | ----------------------------- | --------------------------------- |
|          | Michail Kalinin      | 17 januari 1938–19 mars 1946  | 19 november 1875–3 juni 1946      |
|          | Nikolaj Sjvernik     | 19 mars 1946–6 mars 1953      | 7 maj 1888–24 december 1970       |
|          | Kliment Vorosjilov   | 15 mars 1953–7 maj 1960       | 4 februari 1881–2 december 1969   |
|          | Leonid Brezjnev      | 7 maj 1960–15 juli 1964       | 19 december 1906–10 november 1982 |
|          | Anastas Mikojan      | 15 juli 1964–9 december 1965  | 25 november 1895–21 oktober 1978  |
|          | Nikolaj Podgornyj    | 9 december 1965–16 juni 1977  | 18 februari 1903–12 januari 1983  |
|          | Leonid Brezjnev      | 16 juni 1977–10 november 1982 | 19 december 1906–10 november 1982 |
|          | Jurij Andropov       | 16 juni 1983–9 februari 1984  | 15 juni 1914–9 februari 1984      |
|          | Konstantin Tjernenko | 11 april 1984–10 mars 1985    | 24 september 1911–10 mars 1985    |
|          | Andrej Gromyko       | 27 juni 1985–1 oktober 1988   | 18 juli 1909–2 juli 1989          |
|          | Michail Gorbatjov    | 1 oktober 1988–25 maj 1989    | 2 mars 1931–30 augusti 2022       |

### Sovjetunionens högsta sovjets ordförande
I maj 1989 avskaffades presidiets ordförandepost och ett nytt statschefsämbete, Högsta sovjets ordförande, skapades.
| Porträtt | Namn              | Regeringstid             | Levnadstid                  |
| -------- | ----------------- | ------------------------ | --------------------------- |
|          | Michail Gorbatjov | 25 maj 1989–15 mars 1990 | 2 mars 1931–30 augusti 2022 |

### Sovjetunionens president
15 mars 1990 inrättade Michail Gorbatjov återigen ett helt nytt statschefsämbete – det som Sovjetunionens president.
| Porträtt | Namn              | Regeringstid                  | Levnadstid                  |
| -------- | ----------------- | ----------------------------- | --------------------------- |
|          | Michail Gorbatjov | 15 mars 1990–25 december 1991 | 2 mars 1931–30 augusti 2022 |

## Titulära statschefer i Ryssland under Sovjetunionen

### Ordförande i Ryska SFSR:s högsta sovjets presidium
| Porträtt | Namn               | Regeringstid                                                 | Levnadstid                       |
| -------- | ------------------ | ------------------------------------------------------------ | -------------------------------- |
|          | Aleksej Badajev    | 19 juli 1938–4 mars 1944                                     | 4 februari 1883–3 november 1951  |
|          | Nikolaj Sjvernik   | 4 mars 1944–25 juni 1946                                     | 19 maj 1888–24 december 1970     |
| —        | Ivan Vlasov        | 9 april 1943–4 mars 1944, 25 juni 1946–7 juli 1950           | 10 september 1903–1969           |
| —        | Michail Tarasov    | 7 juli 1950–16 april 1959                                    | 1899–1970                        |
| —        | Nikolaj Ignatov    | 16 april–27 november 1959, 20 december 1962–14 november 1966 | 16 maj 1901–14 november 1966     |
| —        | Nikolaj Organov    | 26 november 1959–20 december 1962                            | 27 februari 1901–5 maj 1982      |
| —        | Mikhail Jasnov     | 23 december 1966–26 mars 1985                                | 5 juni 1906–23 juli 1991         |
| —        | Vladimir Orlov     | 26 mars 1985–3 oktober 1988                                  | 16 augusti 1921–15 april 1999    |
| —        | Vitalij Vorotnikov | 3 oktober 1988–29 maj 1990                                   | 20 januari 1926–19 februari 2012 |
|          | Boris Jeltsin      | 29 maj 1990–10 juli 1991                                     | 1 februari 1931–23 april 2007    |

- Under Ivan Vlasovs första period som ordförande var han ställföreträdande ordförande för Aleksej Badajev.